# Shisō
Shisō è una città giapponese della prefettura di Hyōgo.